# Нова громада (Київ)
«Нова громада» — літературно-науковий часопис, який виходив 1906 року в Києві на кошти Євгена Чикаленка, Володимира Леонтовича, Сергія Єфремова та Володимира Симиренка за редакцією та підтримки Бориса Грінченка. Місячник друкував твори українських письменників, приділяв велику увагу національному питанню, історичній тематиці. Усього вийшло 12 номерів. Наприкінці 1906 року з ініціативи Михайла Грушевського було порушено питання про об'єднання «Нової громади» з «Літературно-науковим вістником», видання якого планувалося перевести до Києва. Після дискусій було прийнято рішення про закриття «Нової громади» для уникнення небажаної конкуренції між українськими періодичними виданнями.
Участь у написанні статей для «Нової громади» брали Христина Алчевська, Володимир Винниченко, Сергій Єфремов, Михайло Коцюбинський, Марко Кропивницький, Архип Тесленко, Іван Труба, Любов Яновська, Богдан-Валеріан Ярошевський та інші.
Серед публікацій «Нової громади» були поема «Сова», «книга» поезій «Три літа» й однойменний вірш Тараса Шевченка (надруковані вперше), українські переклади творів Генріха Гайне, Віктора Гюго, П'єра-Жана Беранже, Моріса Метерлінка, Анатоля Франса.